# Route nationale 204a
Die Route nationale 204A, kurz N 204A oder RN 204A, war eine französische Nationalstraße.
Die Straße entstand 1895 als Verbindung zwischen La Trinité und La Turbie. Zunächst ohne Nummer erhielt sie diese im Jahr 1933. Die Länge betrug 9 Kilometer. Sie verlief durch das Vallon de Lageht, welches durch eine knapp 700 Meter hohe Bergkette vom Mittelmeer getrennt wird. Nach dem Ort Laghet endet das Tal und die Straße führte auf die Mittelmeerseite, wo sie ab 1978 das Viaduc de Borriglione der Autobahn 8 unterquerte. 1973 wurde die Nationalstraße dann zur Departementsstraße 2204A abgestuft und 2012 als Route métropolitaine klassifiziert. In diesem Zusammenhang soll sie eine neue Nummerierung erhalten.